# کنگو ماروو (۱۹۳۵)
کنگو ماروو (۱۹۳۵) (به انگلیسی: Kongō Maru (1935)) یک کشتی بود که طول آن ۴۵۳٫۵ فوت (۱۳۸٫۲ متر) بود. این کشتی در سال ۱۹۳۵ ساخته شد.